# Fort Boyard
Fort Boyard egy egykori erőd, amely Aix és Oléron szigetek között, a Pertuis d’Antioche szorosban, Franciaország nyugati partjánál épült. 80 méter hosszú, 40 méter széles, falai 20 méter magasságban

## Építése
Az erőd szerkezetét először a francia fegyveres erőknek szánták. XIV. Lajos kezdte volna építését 1661 és 1667 között. Vauban márki, hadmérnök tábornagy a következőt mondta: „Uram, könnyebb volna a Holdba harapni, mint ilyen helyen, ilyen erődöt építeni.”
Az erőd szerkezetének építése nem kezdődött meg 1801-ig. Napóleon alatt azzal a céllal kezdték építeni, hogy védjék a partot (különösen Rochefort fegyvertárát) az idegen (különösen a brit) haditengerészettől.
Abban az időben az ágyúk csak kis távolságban hatottak, és Oléron és Aix szigetei között túl nagy volt a távolság, hogy feltartóztassák a behatoló ellenséges hajókat.
További műszaki nehézségek miatt (kőblokkokat kellett leereszteni a homokos tengeri ágyba apály idején, de a puha talajban a kövek már saját súlyuk miatt is megsüllyedtek) a tervet 1809-ben felfüggesztették.
Az építkezést 1837-ben Lajos Fülöp király idején folytatták, az Egyesült Királysággal megújult politikai feszültség miatt. Befejezésekor, 1857-ben az erődítmény 250 ember számára elegendő helyet biztosított.

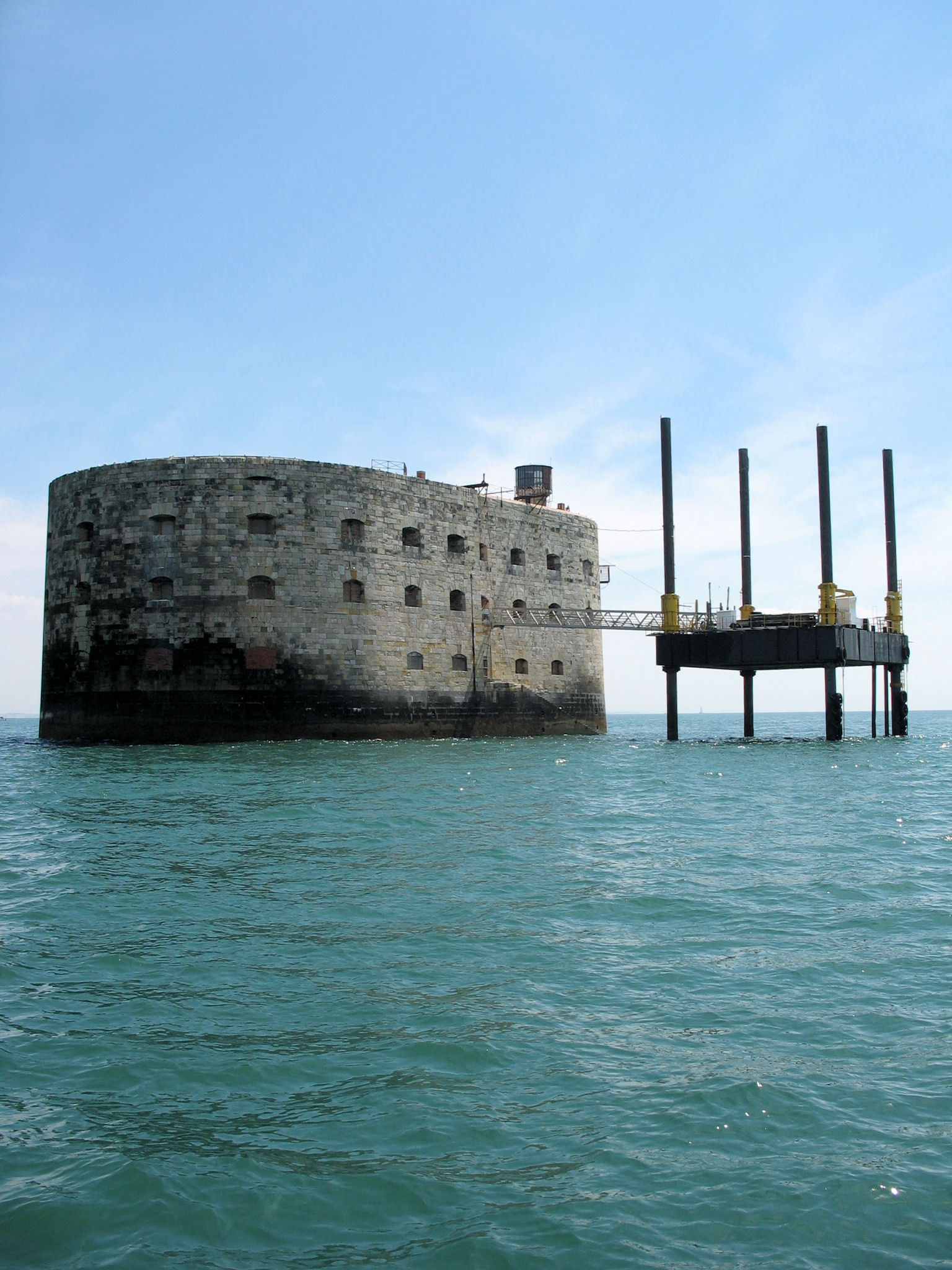
Fort Boyard

## Későbbi sorsa
Az építmény elkészülésének idején azonban az ágyúk már nagymértékben fejlődtek, s így feleslegessé tették az erődöt. 1871-től egy ideig börtönként használták, majd végleg elhagyták. Az erőd állaga idővel leromlott, falai omlásnak indultak. 1961-ben a város vezetése eladta az erődöt Charente-Maritime megyének. Hat évvel később, 1967-ben az erőd maradványai között forgatták a Kalandorok („Les Aventuriers”) című francia filmet.
1988-ban egy (Magyarországon is vetített) televíziós játék („Fort Boyard”) előkészítéseként felújították. Bevezették a villanyt és felújították az épületszerkezetet. A felújítási munkálatok 1989-ben fejeződtek be. A show felvételeit 1990-ben kezdték meg.

## Fordítás
- Ez a szócikk részben vagy egészben a Fort Boyard című angol Wikipédia-szócikk fordításán alapul.  Az eredeti cikk szerkesztőit annak laptörténete sorolja fel. Ez a jelzés csupán a megfogalmazás eredetét és a szerzői jogokat jelzi, nem szolgál a cikkben szereplő információk forrásmegjelöléseként.